# Zdravko Zovko
Zdravko Zovko, (Gornje Kolibe, BIH, 28. svibnja 1955.) hrvatski je rukometaš i rukometni trener.
Kao igrač osvajač je zlatne medalje na Olimpijskim igrama u Los Angelesu 1984. godine, srebrne medalje na Svjetskom prvenstvu u SR Njemačkoj 1982., te brončane medalje na Svjetskom prvenstvu u DR Njemačkoj 1974.
Kao trener vodio je Hrvatsku rukometnu reprezentaciju na njenim prvim međunarodnim natjecanjima i osvojio prva odličja, brončanu medalju na Europskom prvenstvu u Portugalu 1994., te srebrnu medalju na Svjetskom prvenstvu na Islandu 1995.
S RK Zagrebom bio je europski prvak 1992. i 1993. godine.